# Liste der denkmalgeschützten Objekte in Pinsdorf
Die Liste der denkmalgeschützten Objekte in Pinsdorf enthält die denkmalgeschützten, unbeweglichen Objekte der Gemeinde Pinsdorf im oberösterreichischen Bezirk Gmunden.

## Denkmäler
| Foto |                 | Denkmal                                                         | Standort                                     | Beschreibung | Metadaten |
| ---- | --------------- | --------------------------------------------------------------- | -------------------------------------------- | --- | --- |
| ja   | Datei hochladen | Bauernhügel von Pinsdorf mit Denkmal HERIS-ID: 82109seit 2023   | bei Gmundner Straße 41 Standort KG: Pinsdorf | Auf einem kleinen Hügel unter einer mächtigen Winterlinde befindet sich ein 1883 errichtetes und 1976 renoviertes Denkmal, das über eine steinerne Treppe erreichbar ist. Der Obelisk mit Inschrifttafel erinnert daran, dass am 15. November 1626 im Oberösterreichischen Bauernkrieg die aufständischen Bauern von Gottfried Heinrich zu Pappenheim in Pinsorf geschlagen und die Toten unter dem Hügel beigesetzt wurden. | BDA-Hist.: Q119231407 Status: Bescheid Stand der BDA-Liste: 2025-06-30 Name: Bauernhügel von Pinsdorf mit Denkmal GstNr.: 977, 978/1 Bauernhügel Pinsdorf |
| ja   | Datei hochladen | Kath. Pfarrkirche hl. Matthäus HERIS-ID: 52487 Objekt-ID: 59374 | Moosweg 2 Standort KG: Pinsdorf              | Die Altarweihe der Katholischen Pfarrkirche zum Heiligen Matthäus mit ihrem spätgotischen Netzrippengewölbe fand laut Aufzeichnungen am 10. Mai 1457 statt. | BDA-Hist.: Q23541935 Status: § 2a Stand der BDA-Liste: 2025-06-30 Name: Kath. Pfarrkirche hl. Matthias GstNr.: .12, 18 Pfarrkirche Pinsdorf               |